# خافيير زاباتا
خافيير زاباتا (بالإسبانية: Javier Zapata)‏ هو دراج كولومبي، ولد في 15 يناير 1973.